# سیارک ۲۳۲۳
سیارک ۲۳۲۳ (به انگلیسی: 2323 Zverev، نامگذاری:1976SF2) دو هزار و سیصد و بیست و سومین سیارک کشف شده‌است که در ۲۴ سپتامبر ۱۹۷۶ کشف شد.
قدر مطلق سیارک برابر ۱۰٫۷۰ است.